# Huszerl Adolf
Huszerl Adolf (Jászberényi Adolf, Jászberény, 1865. december 14. – 1889. szeptember 7.) városi tisztviselő és hírlapíró.

## Élete
Szülei korán meghaltak, rokonai nevelték. Már 12 éves korától magántanítással szerezte meg kenyerét. 1883-ban a VII. gimnáziumi osztályt (az V. osztályt Gyöngyösön végezte) félbehagyva, Szegedi Mihály színigazgató társulatához Nagykőrösre szerződött, majd innen Ceglédre ment, ahol a társulatnak oly rosszul ment sora, hogy az ifjú kénytelen volt a színészettől örökre megválni. 1884. január 10-én Kovács László, a Gyöngyös szerkesztője, meghívta lapjához segédszerkesztőnek, és ott működött haláláig. A városnál pedig napidíjas volt.
Költeményei a következő lapokban jelentek meg: Gyöngyös (1881-től), Jászberény és Vidéke, Jászkürt, Jászsági Hiradó, Tiszavidék, Budapest, Magyar Ujság, Eger és Vidéke, Szinészeti Közlöny stb.

## Munkája
- Előre. Szatmár, 1883. (Költemények.)

## Álnevei és jegyei
Jászberényi A., Hyazint, Jaziges, J, A., H. A., H...rl., – nyi, (+).